# Digital 3D
 (novembre 2011).
Si vous disposez d'ouvrages ou d'articles de référence ou si vous connaissez des sites web de qualité traitant du thème abordé ici, merci de compléter l'article en donnant les références utiles à sa vérifiabilité et en les liant à la section « Notes et références ».
Le 3D numérique est un format 3D non spécifique dans lequel les films, les émissions télévisées, et les jeux vidéo sont présentés en technologie numérique 3D ou exposés en post-production pour ajouter des effets en 3D. 
L'un des premiers studios à utiliser ce format est Walt Disney Pictures. Lors de la production de leur premier film animé Chicken Little, ils inventent leur marque nommée Disney Digital 3-D et coopèrent avec RealD dans le but de diffuser des films en 3D aux États-Unis. Au total, 62 salles de cinéma ont été rénovées pour adopter le système RealD Cinema. Malgré les critiques, le digital 3D rencontre un franc succès et gagne en popularité. De ce fait, il existe plusieurs formats rivalisant avec le digital 3D tels que Dolby 3D, XpanD 3D, MasterImage 3D et IMAX 3D. La première console de jeux vidéo à adopter la 3D est la Sega Master System dans laquelle un nombre limité de jeux vidéo étaient commercialisés en 3D.